# Пандем
«Пандем» (оригінальна назва — рос. Пандем) — роман українських письменників Марини та Сергія Дяченків; опублікований  у видавництві «Эксмо» 2003 року. 

## Опис книги

### Україна
Кожна людина хоч раз у житті відчувала, що її хтось покликав. Покликав зсередини... Пандем — що воно (він, вона)? Ніхто не знає, звідки він прийшов, ніхто не розуміє, що йому потрібно. Але він є, і є майже повсюди, він розмовляє з людьми. Зсередини. Реальність починає змінюватися, в одній лікарні одужали всі безнадійно хворі пацієнти, цивілізація йде по шляху прогресу. Та цей «співрозмовник» починає змінювати світовідчуття людей. Це добре чи погано, і взагалі, що принесе людству прихід Пандема — добро чи зло? Це кожен має вирішувати сам…

### Росія
«Припустимо, що певна істота... — сказав Пандем. — Ні, не так. Припустимо, що є така сукупність якостей: всезнання, всюдисущність і всесильність...» І стало зрозуміло: він прийшов серйозно і надовго. А можливо, корочше і простіше: Він прийшов. Що робити? Що станеться з людиною і людством, благословлять Пандема чи проклянуть?
Утопія чи антиутопія? Наші страхи, очікування і надії у романі дивовижних авторів — Марини та Сергія Дяченків.

## Нагороди[4]
- 2003 — фестиваль «Звёздный Мост», премія Найкращий роман (2-ге місце, «Серебряный Кадуцей»)
- 2004 — конференція «РосКон», номінація Роман (1-ше місце, «Золотой РОСКОН»)
- 2004 — Меморіальна премія ім. Кіра Буличова

## Видання[4]
- 2003 рік — видавництво «Эксмо». (рос.)
- 2005 рік — видавництво «Эксмо». (рос.)
- 2006 рік — видавництво «Эксмо». (рос.)
- 2008 рік — видавництво «Эксмо». (рос.)
- 2010 рік — видавництво «Фоліо». (укр.)
- 2012 рік -видавництво «Фоліо». (укр.)

## Український переклад
Українською мовою був перекладений і опублікований 2010 року видавництвом «Фоліо».